# Volat V1

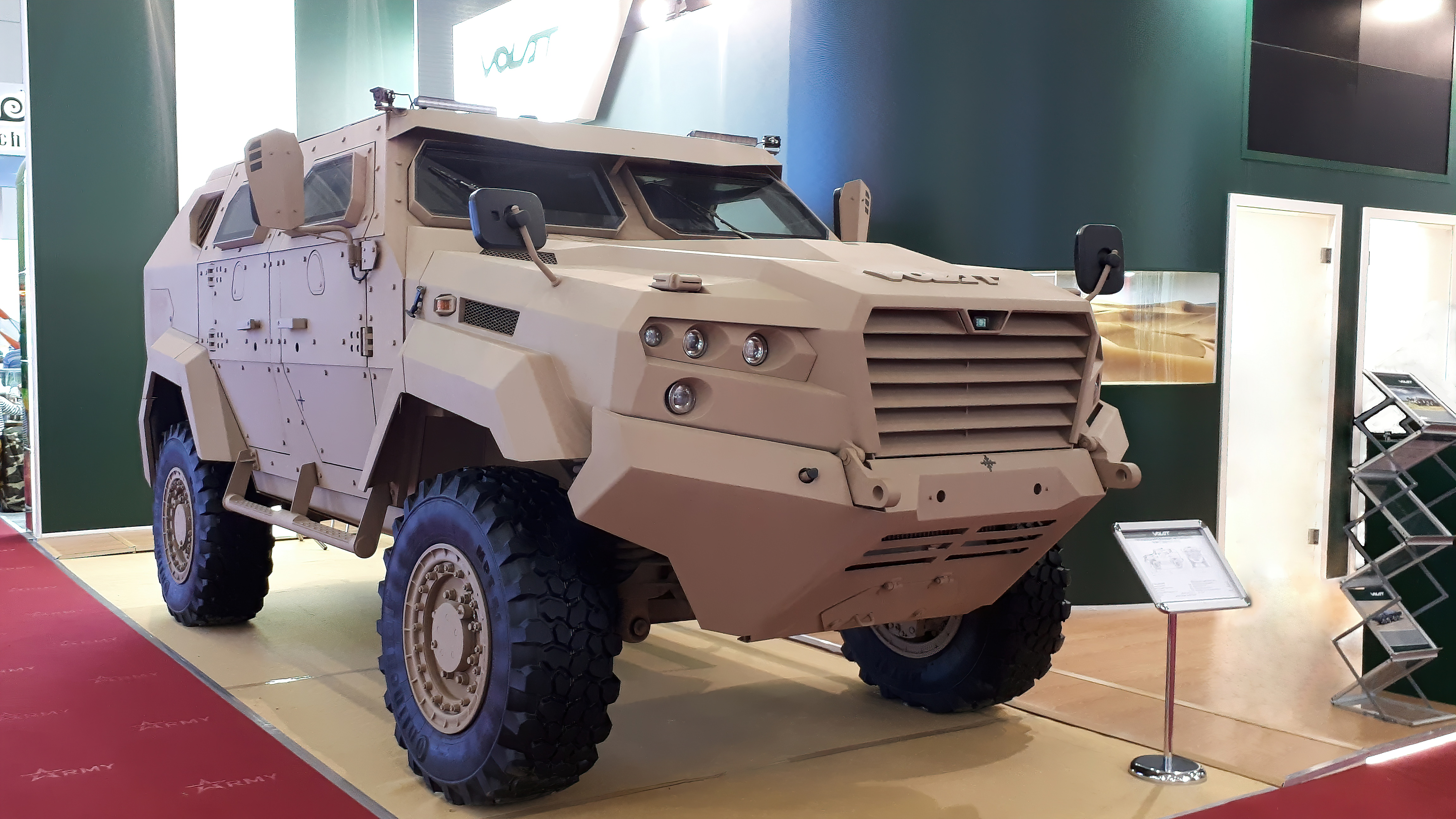
MZKT-490101-010 auf der Ausstellung „Armee 2020“

Der Volat V1 oder MZKT-490100 (belarussisch «Волат» — ‚mächtiger Mann‘, ‚Riese‘) ist ein geschütztes Patrouillenfahrzeug für zwei bis sechs Personen. Produziert wird es vom belarussischen Fahrzeughersteller Minski Sawod Koljosnych Tjagatschei (MZKT).
Der leicht gepanzerte Volat V1 mit 4×4-Radantrieb verfügt über ein hydromechanisches Getriebe von MZKT und hat ein Gesamtgewicht von 11.000 kg. Es wurde als Basisprodukt für die Entwicklung spezialisierter taktischer Fahrzeuge entwickelt. Es soll demnach als Truppentransporter, Polizei- und Militäraufklärungsfahrzeug oder als Logistik- und Ambulanzfahrzeug einsetzbar sein. Seit dem Jahr 2016 wird es in Serie produziert und von den belarussischen Streitkräften in geringer Stückzahl eingesetzt.